# Ptiloglossa fassli
Ptiloglossa fassli är en biart som beskrevs av Heinrich Friese 1925. Ptiloglossa fassli ingår i släktet Ptiloglossa och familjen korttungebin. Inga underarter finns listade i Catalogue of Life.